# Francisque Dussuel
Francisque Dussuel, né le 10 octobre 1858 à Aix-les-Bains (Duché de Savoie) et décédé le 19 novembre 1934 à Chambéry (Savoie), est un pharmacien et homme politique français.

## Biographie
Francisque Dussuel naît le 10 octobre 1858 à Aix-les-Bains, alors dans le duché de Savoie, relevant du royaume de Sardaigne. La Savoie devient française en 1860.
Son père est maître d'hôtel.
Industriel dans le secteur pharmaceutique, il est député de la Savoie de 1902 à 1906, siégeant au groupe de la Gauche radicale.
Il est le cofondateur avec Jean Faure de la Maison Dussuel et Faure à Aix-les-Bains. Ils sont à l'origine de la fabrication de l'élixir digestif de Bonjean.